# اربابان جهان (فیلم ۲۰۲۶)
اربابان جهان (انگلیسی: Masters of the Universe) یک فیلم ابرقهرمانی بر پایه فرنچایز شرکت متل با همین نام است و به عنوان یک ری‌بوت برای فیلم سال ۱۹۸۷ به‌شمار می‌رود. این فیلم به کارگردانی تراویس نایت، به نویسندگی کریس باتلر و با بازی نیکلاس گالیتزین در نقش هی من در کنار کامیلا مندس، الیسون بری، ادریس البا، جرد لتو و هافثور یولیوش پی‌یرشون است. اربابان جهان در ۵ ژوئن ۲۰۲۶ در ایالات متحده منتشر خواهد شد.

## بازیگران
- نیکلاس گالیتزین در نقش هی من
- کامیلا مندس
- الیسون بری
- ادریس البا
- جرد لتو
- هافثور یولیوش پی‌یرشون

## فیلم‌برداری
تصویربرداری اصلی در ۶ ژوئن ۲۰۲۵ در لندن و با حضور فابیان واگنر به عنوان فیلم‌بردار آغاز شد. فیلم‌برداری در ابتدا برای اواسط ژوئیه ۲۰۱۹ در پراگ، تابستان ۲۰۲۲ و آوریل ۲۰۲۳ برنامه‌ریزی شده بود.

## انتشار
اربابان جهان برای انتشار در ۵ ژوئن ۲۰۲۶ در ایالات متحده توسط آمازون ام‌جی‌ام استودیوزبرنامه‌ریزی شده است. این فیلم در ابتدا برای انتشار در ۵ مارس ۲۰۲۱ در ایالات متحده توسط گروه سینمایی سونی پیکچرز برنامه‌ریزی شده بود، تا اینکه فیلم آنچارتد این تاریخ انتشار را در دست گرفت.